# David Venancio Muro
David Venancio Muro, all'anagrafe David Venancio Muro Batanero (Madrid, 30 giugno 1966), è un attore spagnolo, noto per aver interpretato il ruolo di Servante Gallo Muñoz nella soap Una vita (Acacias 38).

## Biografia
David Venancio Muro è nato il 30 giugno 1966 a Madrid (Spagna), da padre Venancio Muro (1928-1976), anche lui attore.

## Carriera
David Venancio Muro ha iniziato recitare in teatro. Ha recitato in varie serie televisive come nel 1994 in ¡Ay, Señor, Señor!, nel 1995 in La revista, nel 1997 in Mamá quiere ser artista, nel 1998 in La vida en el aire, nel 1999 in Petra Delicado, nel 2001 in Antivicio, nel 2001, nel 2002, nel 2005 e nel 2011 in Cuéntame cómo pasó, nel 2002 in Viento del pueblo (Miguel Hernández), nel 2004 in La sopa boba e in Los 80, nel 2005 in Aída, in El comisario e in Los Serrano, nel 2006 in Los hombres de Paco e in Mis adorables vecinos, nel 2007 in Quart, dal 2007 al 2009 in Scene da un matrimonio (Escenas de matrimonio), nel 2013 ne Il tempo del coraggio e dell'amore (El tiempo entre costuras), nel 2014 in Los misterios de Laura e in Suite 203 e nel 2018 ne La cattedrale del mare (La catedral del mar). Nel 2012 ha recitato in un episodio della miniserie Los hijos de Mambrú. Dal 2015 al 2021 è stato scelto da TVE per interpretare il ruolo di Servante Gallo Muñoz nella soap opera in onda su La 1 Una vita (Acacias 38) e dove ha recitato insieme ad attori come Inma Pérez-Quirós, Aurora Sánchez, Marita Zafra, Rebeca Alemañy, Jona García, Marc Parejo e Juanma Navas. Nel 2004 ha recitato nel film Il commissario Torrente - Il braccio idiota della legge (Torrente 4) diretto da Santiago Segura. Ha anche recitato in cortometraggi come nel 2005 in EspermaZotoides, nel 2014 in García no lo sabe e nel 2021 in El Hijo.

## Filmografia

### Cinema
- Il commissario Torrente - Il braccio idiota della legge (Torrente 4), regia di Santiago Segura (2011)

### Televisione
- ¡Ay, Señor, Señor! – serie TV, 1 episodio (1994)
- La revista – serie TV, 1 episodio (1995)
- Mamá quiere ser artista – serie TV, 1 episodio (1997)
- La vida en el aire – serie TV, 1 episodio (1998)
- Petra Delicado – serie TV, 1 episodio (1999)
- Antivicio – serie TV, 1 episodio (2001)
- Cuéntame cómo pasó – serie TV, 8 episodi (2001-2002, 2005, 2011)
- Viento del pueblo (Miguel Hernández) – serie TV, 2 episodi (2002)
- La sopa boba – serie TV, 1 episodio (2004)
- Los 80 – serie TV, 5 episodi (2004)
- Aída – serie TV, 1 episodio (2005)
- El comisario – serie TV, 1 episodio (2005)
- Los Serrano – serie TV, 2 episodi (2005)
- Los hombres de Paco – serie TV, 1 episodio (2006)
- Mis adorables vecinos – serie TV, 1 episodio (2006)
- Quart – serie TV, 1 episodio (2007)
- Scene da un matrimonio (Escenas de matrimonio) – serie TV, 87 episodi (2007-2009)
- Los hijos de Mambrú – miniserie TV, 1 episodio (2012)
- Il tempo del coraggio e dell'amore (El tiempo entre costuras) – serie TV, 7 episodi (2013)
- Los misterios de Laura – serie TV, 1 episodio (2014)
- Suite 203 – serie TV, 1 episodio (2014)
- Una vita (Acacias 38) – soap opera, 1483 episodi (2015-2021)
- La cattedrale del mare (La catedral del mar) – serie TV, 1 episodio (2018)

### Cortometraggi
- EspermaZotoides, regia di Isabel de Ocampo (2005)
- García no lo sabe, regia di Alberto Leal (2014)
- El Hijo, regia di Eduardo Castejón (2021)

## Teatro
- El rey que rabió
- Mariano tiene que ser
- La parrandà
- No se acuerda
- La taberna del puerto
- Gigantes y cabezudos
- En clave de Ja
- Club de Caballeros
- Por los Pelos

## Musical
- La Truhana
- La viuda alegre
- El hombre de La Mancha di Sancho Panza
- Arniches 92
- Agua, azucarillos y aguardiente
- La del manojo de rosas
- La rosa del azafrán
- El barbero de sevilla
- Viento de pueblo
- Antología de una zarzuela
- El fantasma de la ópera di M. Irmin
- La bella y la bestia di Din-Don
- Cantando bajo la lluvia di R.F. Simpsons
- Priscilla, Reina del Desierto

## Doppiatori italiani
Nelle versioni in italiano dei suoi film e delle sue serie TV, David Venancio Muro è stato doppiato da:
- Luigi Ferraro[14] ne Il tempo del coraggio e dell'amore[15]
- Riccardo Rovatti[16] in Una vita[17]